# The Royal and Ancient Golf Club of St Andrews
The Royal and Ancient Golf Club of St Andrews is een van de oudste en  meest prestigieuze golfclubs in de wereld. De golfclub werd opgericht op 14 mei 1754 en bevindt zich in de Schotse stad St Andrews, Fife.

## Geschiedenis
De golforganisatie werd in 1754 opgericht als de "Society of St Andrews Golfers", een lokale golfclub die zich bevindt in St Andrews Links. In 1834 werd koning Willem IV hoofd van de club. In 1897 besloot de "Society" om golfregels uit te werken en golftoernooien te organiseren.
Tussen 1897 en 2003 besloten de club en de United States Golf Association om de reglementen van het golfsport samen te beheren. Daarnaast runnen ze ook The Open Championship en het volgen van andere belangrijke gebeurtenissen bij het golfen. Ze controleren ook de ontwikkeling van het golfspel van bestaande en opkomende golfnaties.
In 2004 vond er een grote reorganisatie plaats bij de club en zag dat de verantwoordelijk van de golfregels voortaan opgevolgd wordt door een nieuw gevormde groep van bedrijven, die bekendstaat als "The R&A".